# Mohamed Mokrani

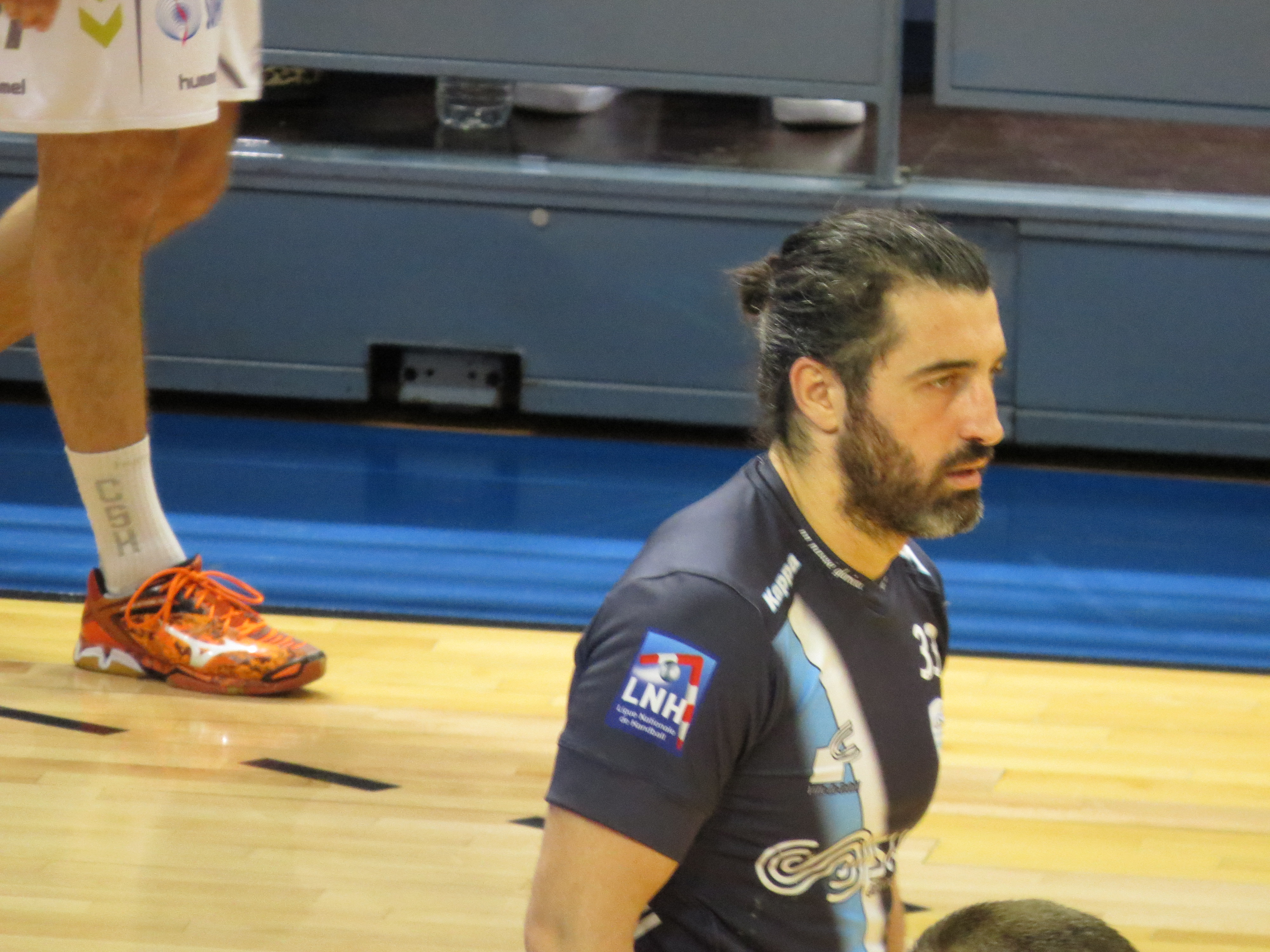
Mohamed Mokrani (2015)

Mohamed Mokrani (* 31. Januar 1981 in Ivry-sur-Seine) ist ein Handballspieler aus Frankreich, der auch die algerische Staatsbürgerschaft besitzt.
Der 1,88 Meter große und 90 Kilogramm schwere rechte Kreisspieler spielte beim französischen Verein US Ivry HB, mit dem er 2007 die französische Meisterschaft gewann. Anschließend stand er ab dem Jahr 2008 bei Dunkerque HBGL unter Vertrag. Im Sommer 2015 wechselte er zu US Créteil HB.
Nachdem er fünf Länderspiele für die französische Nationalmannschaft absolviert hatte, nahm er mit der algerischen Nationalmannschaft an der Weltmeisterschaft 2011 teil.
Die Eltern des in Frankreich geborenen Mohamed Mokrani stammen aus Algerien, daher besitzt er die Staatsbürgerschaften von Frankreich und Algerien.